# Hyacinthe Chabert
Pour les articles homonymes, voir Chabert.
Hyacinthe Chabert est un personnage de La Comédie humaine d’Honoré de Balzac, personnage principal du roman Le Colonel Chabert. Il ne reparaît plus dans aucun roman de La Comédie humaine. Il est simplement évoqué par Philippe Bridau dans La Rabouilleuse. C'est un personnage fort qui a inspiré de nombreux films et pièces de théâtre.